# Вилья-Лисенсьядо-Хесус-Теран
Вилья-Лисенсьядо-Хесус-Теран (исп. Villa Licenciado Jesús Terán) — небольшой город в центральной части Мексики, на территории штата Агуаскальентес. Входит в состав муниципалитета Агуаскальентес.

## Географическое положение
Вилья-Лисенсьядо-Хесус-Теран расположен на юге штата, на левом берегу реки Кальвильито, на расстояние приблизительно 5 километров к юго-востоку от города Агуаскальентес. Абсолютная высота — 1950 метров над уровнем моря.

## Население
По данным переписи 2010 года, численность населения Вилья-Лисенсьядо-Хесус-Терана составляла 4481 человек. Динамика численности населения города по годам:
| 2000 | 2005 | 2010 |
| ---- | ---- | ---- |
| 3568 | 4010 | 4481 |